# SOS (SZA)
SOS è il secondo album in studio della cantautrice statunitense SZA, pubblicato il 9 dicembre 2022 dalla Top Dawg e RCA.
Il progetto discografico è stato pubblicato a cinque anni di distanza dall'album di debutto Ctrl (2017) e si compone di ventitré tracce nella sua edizione standard e presenta collaborazioni con Don Toliver, Phoebe Bridgers, Travis Scott e Ol' Dirty Bastard. L'album ha ricevuto ampi consensi da parte della critica musicale, venendo considerato tra i migliori album del 2022 e 2023, vincendo ai Grammy Awards 2024 nella categoria miglior album R&B progressivo e ricevendo una candidatura a album dell'anno, e venendo riconosciuto con il premio all'album dell'anno sia ai BET Awards che ai Soul Train Music Awards.
Al momento della sua pubblicazione, SOS è stato acclamato dalla critica che ne ha elogiato la sonorità elastica e l'interpretazione vocale di SZA. A livello commerciale, l'LP ha esordito al primo posto della Billboard 200 statunitense ed è rimasto in vetta alle classifiche per dieci settimane non consecutive, oltre a raggiungere il primo posto di altre cinque graduatorie nazionali. È stato anticipato dai singoli solisti Good Days e I Hate U, pubblicati tra il 2020 e il 2021, entrambi classificatisi tra le prime dieci posizioni della Billboard Hot 100, e Shirt. Il brano di maggior successo è stato Kill Bill, posizionatosi al primo posto in Australia, Nuova Zelanda e Stati Uniti. Il disco è stato promosso attraverso il SOS Tour in Nord America, Europa e Oceania tra il 2023 e il 2024. Un'edizione deluxe dell'album, intitolata Lana e contenente quindici tracce aggiuntive, è stata pubblicata nel dicembre 2024.

## Antefatti
I primi dettagli circa l'album risalgono all'agosto 2019, quando SZA durante un'intervista con il DJ Kerwin Frost ne ha confermato l'uscita imminente senza fornire ulteriori dettagli. Nel 2020 SZA ha ribadito di essere al lavoro per un nuovo progetto discografico, affermando di aver trascorso del tempo in studio con Timbaland e di aver scritto tre brani con la cantautrice australiana Sia. Successivamente ha smentito la notizia secondo cui avrebbe intenzione di pubblicare una trilogia di album, esprimendo inoltre l'intenzione di collaborare con Justin Timberlake, Post Malone, Jack Antonoff e i Brockhampton. Nel corso del 2020 viene pubblicata la collaborazione con Justin Timberlake The Other Side, colonna sonora del film Trolls World Tour, e il brano Hit Different con Ty Dolla Sign. Il 25 dicembre 2020 viene messo in commercio il singolo apri-pista Good Days, divenuto il primo brano solista della cantante a classificarsi tra le prime dieci posizioni della Billboard Hot 100.
La pubblicazione dell'album è stata soggetta a posticipazioni molteplici e cambi di programma: una volta sollevata la questione da parte dei fan, SZA ha risposto sfogando le sue frustrazioni sulla piattaforma Twitter nell'agosto 2020. Additando all'etichetta la causa dei rinvii e in particolar modo indicando come responsabile il produttore Punch, la cantante ha confermato il sospetto di un fan secondo cui avesse  interazioni ostili con la Top Dawg Entertainment. In risposta, i fan hanno lanciato su Twitter l'hashtag #FreeSZA a sostegno della cantante e il trend è diventato virale. Tuttavia, in seguito, SZA ha ritrattato le affermazioni prevedenti cancellando i post e affermando che «non c'è bisogno che nessuno la liberi» e che «ripone fiducia nelle persone che la circondano».  Le riviste Vulture e Variety hanno notato che anche con il precedente album Ctrl si era verificata una situazione simile: le posticipazioni rispetto alla data di uscita di quest'ultima avevano portato SZA a discutere con i dirigenti della Top Dawg e a minacciare di abbandonare il mondo della musica per questo motivo.
Nel 2021 SZA prende vocalmente parte al singolo di Doja Cat Kiss Me More, con cui si aggiudica il Grammy Award alla miglior performance pop di un duo o un gruppo, e pubblica il secondo estratto I Hate U, divenuto il secondo singolo solista della cantante ad esordire tra le prime dieci posizioni della classifica statunitense.
Il 3 aprile 2022, in un'intervista a Variety, la cantante è tornata a parlare dell'album, confermando di averlo completato alle Hawaii. Il 2 maggio 2022, in occasione del Met Gala, SZA ha rivelato a Vogue che l'uscita dell'album sarebbe avvenuta durante il periodo estivo, definito come una «SZA summer». In un'intervista concessa a Billboard il 16 novembre 2022, la cantante ha confermato il titolo dell'album e la data di pubblicazione, fissata al dicembre 2022.

## Descrizione
SOS è un album che fonde il contemporary R&B con l'hip hop e la musica pop, incorporando anche sonorità orientate a generi come il soul, il gospel, il jazz e il rap melodico. Il suono dell'album è stato descritto come «una tavolozza variegata»,  che combina elementi surf rock e grunge, insieme  ai ritmi lo-fi «storicamente cari alla cantante». Durante un'intervista con la rivista Complex, l'artista ha discusso la questione del sound: «Non ho idea di come suoni per gli altri. Non lo so davvero. È così bizzarro. È strano che non riesca a metterci la mano sul fuoco. È un po' di tutto». Ha aggiunto che alcune parti delle canzoni hanno un suono «aggressivo» mentre altre sono morbide o ballate. SZA e il produttore Punch hanno ulteriormente discusso della composizione dell'album con la testata Rolling Stone. L'ispirazione in questione era eclettica e attingeva dal jazz, dal rock alternativo, dal R&B tradizionale, dal country e dall'hip hop. A proposito dell'ampia gamma di generi incorporati nel disco, SZA ha ammesso di non aver preso in considerazione l'ipotesi per cui le sue scelte di produzione facessero sembrare l'album incoerente, perché per lei «se si suona nel modo che piace, la propria musica sarà coesa». Punch ha commentato: «È un nuovo capitolo. [SZA] Non ha più paura di provare certe cose».

### Titolo e copertina
La spiegazione dietro la scelta del titolo dell'album è triplice. SOS si riferisce alla sequenza di tre lettere che descrive il segnale universale di richiesta di soccorso espressa in codice Morse; viene utilizzato nella navigazione marittima ed è popolarmente interpretato come "save our ship o "save our souls". Le altre due ragioni sono radicate nell'onomastica di SZA. Il suo nome d'arte deriva dalle lettere dell'Alfabeto Supremo, secondo il quale la lettera S sta per Self e Savior. Nella vita di tutti i giorni i suoi amici la chiamano con il soprannome "Sous", abbreviazione del suo nome di battesimo Solána.
Il 30 novembre 2022, SZA ha diffuso la copertina dell'album sulla rete sociale. La copertina ritrae l'artista seduta su di un trampolino in mezzo all'oceano, indossando  una maglia da hockey dei St. Louis Blues. Si tratta di un riferimento a una foto del 1997 ritraente Lady Diana, in una posa simile a bordo di uno yacht durante una vacanza a Portofino. L'artista ha dichiarato al riguardo: «ho amato il modo in cui si sentiva isolata, e questo era ciò che volevo trasmettere di più attraverso questa immagine».

## Promozione
Il 28 ottobre 2022 viene pubblicato il singolo Shirt, successivamente rivelatosi essere il terzo estratto dal disco in ordine cronologico, dopo Good Days e I Hate U. SZA ha promosso l'album durante la puntata del 3 dicembre 2022 del Saturday Night Live sulla NBC, eseguendo dal vivo Shirt e la traccia inedita Blind. Durante l'apparizione al talk show, ha anche confermato che l'album sarebbe stato pubblicato il 9 dicembre. Il 5 dicembre viene diffusa un'anteprima della traccia Nobody Gets Me, seguita dalla conferma della lista tracce ufficiale. Nobody Gets Me e Kill Bill sono stati contemporaneamente inviate alle stazioni radiofoniche statunitensi, mentre Nobody Gets Me è stato anche scelto come singolo radiofonico per l'Italia. Il 5 gennaio 2023 viene resa disponibile, in esclusiva dal sito ufficiale della Top Dawg Entertainment, una nuova versione digitale dell'album con l'aggiunta della traccia inedita PSA e della versione solista di Open Arms. Originariamente pubblicata solo per il download digitale e lo streaming, l'edizione standard del disco è stata resa disponibile in formato fisico e vinile dal 19 maggio 2023.
Il 13 dicembre 2022 vengono confermate le date nordamericane della prima tappa del SOS Tour, che ha avuto inizio a Columbus nel febbraio 2023  e ha visto Omar Apollo esibirsi artista d'apertura per i concerti. Una tappa europea a giugno, con Raye come artista di apertura, e una seconda tappa nordamericana in autunno sono state annunciate nell'aprile 2023. Nello stesso periodo in cui vengono annunciate le date internazionali del tour, Snooze è stato selezionato come singolo radiofonico per gli Stati Uniti. Il SOS Tour si è protratto nel corso del 2024, con una serie di concerti in Oceania. Per un totale di 64 spettacoli, si è trattato del primo tour da solista di SZA ad essersi svolto nelle arene e del primo tour della cantante ad aver toccato il continente europeo: a fine 2023 il tour ha incassato $95.5 milioni di dollari da oltre 674 000 spettatori paganti. La cantante ha anche preso parte a numerosi a festival musicali tra Sud America, Nord America ed Europa nel 2024.

## Accoglienza
| Recensione           | Giudizio |
| -------------------- | -------- |
| NME                  |          |
| Pitchfork            | 8,7/10   |
| Rolling Stone        |          |
| The Telegraph        |          |
| The Guardian         |          |
| The Line of Best Fit | 8/10     |

SOS è stato accolto positivamente dalla critica specializzata. Su Metacritic, sito che assegna un punteggio normalizzato su 100 in base a critiche selezionate, l'album ha ottenuto un punteggio medio di 90 basato su venti recensioni professionali.
Julianne Escobedo Shepherd di Pitchfork ha definito l'album migliore pubblicazione musicale della settimana, sottolineando come «solidifichi la posizione di SZA in quanto talento generazionale, un'artista che traduce i suoi sentimenti più intimi in momenti indelebili». Alexis Petridis del The Guardian ha scritto che i risultati dell'album «sono enormemente eclettici», trovandolo «contemporaneamente impressionante e un po' estenuante». Petridis ha trovato che le canzoni «brillano di più singolarmente che prese in toto, dove la pura profusione le fa confluire in una sola, amalgamata da uno stato d'animo di malinconia», con un prodotto finale di un album «ingombrante», in cui SZA suona come «una favolosa interprete, potente ma non appariscente, capace di passare senza soluzione di continuità al rap melodico».
Rhian Daly, giornalista di NME, ha riferito che «sotto il comando di SZA il disco risulta coeso, organico e come se ogni salto in un nuovo genere fosse completamente giustificato per ogni traccia», sottolineando che SOS è «un disco fenomenale che non sbaglia un colpo e che alza l'asticella ancora di più di quanto non l'avesse impostata in precedenza». Cady Siregar di Consequence ha definito l'album «un viaggio sicuro, ambizioso, espansivo e che sfida i generi nel profondo del crepacuore e nelle sue molteplici sfumature». La giornalista ha sottolineato che in SOS non è presente un genere musicale predefinito, poiché «il tema risiede nella sua abilità vocale, nell'audacia della sua visione e nella franchezza dei suoi testi».

### Riconoscimenti
A causa della sua pubblicazione avvenuta nel mese di dicembre 2022, quando diverse riviste avevano stilato le loro classifiche di fine anno, SOS è comparso sia in alcune pubblicazioni del 2022 che del 2023. Le riviste Los Angeles Times, Rolling Stone e Pitchfork lo hanno tutte eletto miglior album del 2023, mentre secondo The Hollywood Reporter e Variety è stato il rispettivamente secondo e decimo miglior album del 2022. Il Time ne invece ha decretato il terzo posto nel 2023.
SOS è stato premiato come album dell'anno sia ai BET Awards che ai Soul Train Music Awards. È stato candidato nella medesima categoria agli MTV Video Music Awards 2023 e ha vinto il premio come miglior album R&B ai Billboard Music Award dello stesso anno. Inoltre, ai Grammy Awards 2024 ha vinto nella categoria miglior album R&B progressivo e ha ricevuto una candidatura a album dell'anno.

## Tracce
1. SOS – 1:59 (testo: Solána Imani Rowe – musica: Jahlil Gunter, Gabriel Samuel Harderman, Rob Bisel)
2. Kill Bill – 2:35 (testo: Solána Imani Rowe – musica: Rob Bisel, Carter Lang)
3. Seek & Destroy – 3:25 (testo: Solána Imani Rowe – musica: Rob Bisel, Tyran Donaldson, Cody Fayne, Carter Lang)
4. Low – 3:02 (testo: Solána Imani Rowe, Jocelyn Donald – musica: Rob Bisel, Alessandro Buccellati, Joseph Pincus)
5. Love Language – 3:05 (testo: Solána Imani Rowe,  Tyrone Griffin Jr. – musica: Carter Lang, Cody Fayne, Jakob Rabitsch, Pharrell Williams, Chad Hugo, Rob Bisel, Anthony Clemons Jr., Jazzaé De Waal)
6. Blind – 2:32 (testo: Solána Imani Rowe – musica: Carter Lang, Margaux Whitney, William Miller)
7. Used (feat. Don Toliver) – 2:28 (testo: Solána Imani Rowe, Caleb Toliver – musica: Dacoury Natche, John Hill, John Key, Danny McKinnon, Ely Rise)
8. Snooze – 3:23 (testo: Solána Imani Rowe – musica: Kenneth Edmonds, Khristopher Riddick-Tynes, Leon Thomas III, Blair Ferguson)
9. Notice Me – 2:42 (testo: Solána Imani Rowe – musica: Rob Bisel, Michael Uzowuru, Teo Halm, Carter Lang, Cody Fayne)
10. Gone Girl – 4:05 (testo: Solána Imani Rowe – musica: Carter Lang, Emile Haynie, Jeff Bhasker, Rob Bisel, Cody Fayne)
11. Smoking on My Ex Pack – 1:25 (testo: Solána Imani Rowe, Raina Taylor – musica: Jahlil Gunter, Clarence Scarborough)
12. Ghost in the Machine (feat. Phoebe Bridgers) – 3:40 (testo: Solána Imani Rowe, Phoebe Bridgers – musica: Rob Bisel, Carter Lang, Marshall Vore, Matt Cohn)
13. F2F – 3:06 (testo: Solána Imani Rowe, Melissa Viviane Jefferson – musica: Rob Bisel, Carter Lang)
14. Nobody Gets Me – 3:02 (testo: Solána Imani Rowe – musica: Rob Bisel, Carter Lang, Robin Weisse, Benjamin Levin)
15. Conceited – 2:32 (testo: Solána Imani Rowe – musica: Cody Fayne, Rob Bisel)
16. Special – 2:40 (testo: Solána Imani Rowe – musica: Benjamin Levin, Johan Schuster, Rob Bisel)
17. Too Late – 2:45 (testo: Solána Imani Rowe – musica: Carter Lang, Rob Bisel, Cody Fayne, Sven Gamsky, Samuel Witte)
18. Far – 3:02 (testo: Solána Imani Rowe – musica: Carter Lang, Rob Bisel, Carlos Núñez, Tyran Donaldson, Eliot Dubock)
19. Shirt – 3:03 (testo: Solána Imani Rowe – musica: Rodney Jerkins, Robert Gueringer)
20. Open Arms (feat. Travis Scott) – 4:01 (testo: Solána Imani Rowe, Jacques Webster – musica: Rob Bisel, Michael Uzowuru, Teo Halm, Douglas Ford)
21. I Hate U – 2:55 (testo: Solána Imani Rowe – musica: Dylan Patrice, Rob Bisel, Carter Lang, Cody Fayne)
22. Good Days – 4:40 (testo: Solána Imani Rowe – musica: Jacob Collier, Carlos Núñez, Carter Lang, Christopher Ruelas)
23. Forgiveless (feat. Ol' Dirty Bastard) – 2:23 (testo: Solána Imani Rowe, Russell Jones – musica: Mark Bell, Guy Sigsworth, Björk Guðmundsdóttir, Rodney Jerkins)

Tracce bonus nell'edizione digitale
1. PSA – 1:40 (testo: Solána Imani Rowe – musica: Rob Bisel, Cody Fayne)
2. Open Arms (Solo Version) – 3:34 (testo: Solána Imani Rowe – musica: Rob Bisel, Michael Uzowuru, Teo Halm, Douglas Ford)

Note
- SOS contiene campionamenti tratti da Listen di Beyoncé e Until I Found the Lord (My Soul Couldn't Rest) di Gabriel Hardeman Delegation.
- Low contiene vocali non accreditati di Travis Scott.
- Love Language contiene campionamenti tratti da I Don't Wanna di Aaliyah e Hit Different di SZA e Ty Dolla Sign.
- Smoking on My Ex Pack contiene campionamenti tratti da Open Up Your Eyes di Webster Lewis.
- Ghost in the Machine e Far contengono vocali non accreditati di Sadhguru.
- Good Days contiene campionamenti tratti da In Too Deep di Jacob Collier e Kiana Ledé.
- Forgiveless contiene campionamenti tratti da Hidden Place di Björk e The Stomp di Ol' Dirty Bastard.

## Formazione
Musicisti
- SZA – voce
- Carter Lang – basso (2, 17), coro (2, 12), chitarra (2, 13), tastiera (3, 6, 12, 13, 17), batteria (12, 13), pianoforte (12)
- Rob Bisel – basso (2, 17), coro (2, 12), chitarra (2, 13), tastiera (3, 4, 6, 12, 13, 17), voce (4), chitarra acustica (6); batteria, pianoforte (12); voce di sottofondo (14, 16, 20, 25)
- Teo Halm – tastiera, chitarra, batteria (20, 25)
- ThankGod4Cody – batteria (3, 17), tastiera (3), coro (10)
- Scum – tastiera (3)
- Alessandro Buccellati – fisarmonica, voce aggiuntiva, tastiera (4)
- Travis Scott – voce aggiuntiva (20), voce di sottofondo (4)
- Aire Atlantica – batteria (4)
- Will Miller – tastiera (6)
- Yuli – viola (6)
- Granny – voce (7, 20)
- Alexandria Arowora – coro (10)
- Anthony Johnson – coro (10)
- Charles Harmon – coro (10)
- Chelsea Miller – coro (10)
- Dylan Neustadter – coro (10)
- Erik Brooks – coro (10)
- Imani Carolyn – coro (10)
- Jewchelle Brown – coro (10)
- Joslynn James – coro (10)
- Roman Collins – coro (10)
- Storm Chapman – coro (10)
- Syd Tagle – coro (10)
- Stix – batteria (10)
- Matt Cohn – batteria (12)
- Sadhguru – voce (12, 18)
- Lizzo – voce di sottofondo (13)
- Benny Blanco – voce di sottofondo, tastiera (16)
- Blake Slatkin – tastiera, chitarra (16)
- Omer Fedi – tastiera (16)
- Sammy Witte – chitarra (17)
- Still Woozy – chitarra (17)
- Jacob Collier – voce di sottofondo (22)

Produzione
- Dale Becker – mastering (1–20, 22, 23, 25)
- Rob Bisel – missaggio (1, 2, 6, 8, 12, 19–21), ingegnere (tutte le tracce), mastering (21), ingegnere vocale (3, 17)
- Shawn Everett – missaggio (1, 22), mastering (22)
- Jaycen Joshua – missaggio (3, 17, 23)
- Derek "206derek" Anderson – missaggio, ingegnere (4, 20)
- Jon Castelli – missaggio (4, 7, 11, 15)
- Manny Marroquin – missaggio (5, 18)
- Dana Nielsen – missaggio (9, 10, 13)
- Șerban Ghenea – missaggio (14, 16)
- Carson Graham – ingegnere (1, 5, 6, 8, 17, 18)
- Josh Deguzman – ingegnere (4, 7, 11, 15)
- Hector Castro – ingegnere (9, 15, 19, 21)
- Dylan Neustadter – ingegnere (10, 11, 16)
- Bryce Bordone – ingegnere (14, 16)
- Derek Keota – ingegnere (19, 23)
- Micah Petit – ingegnere (19, 23)
- Will Maclellan – ingegnere vocale (12)
- Katie Harvey – assistente ingegnere (1–20, 22, 23)
- Noah McCorkle – assistente ingegnere (1–20, 22, 23)
- Robert N. Johnson – assistente ingegnere (2, 4–6, 9, 12–15, 17–21)
- Syd Tagle – assistente ingegnere (2, 8, 10–12, 15–17)
- Trey Pearce – assistente ingegnere (2, 9, 17)
- Hayden Duncan – assistente ingegnere (3, 10, 12, 15, 16)
- DJ Riggins – assistente ingegnere (3, 17, 23)
- Jacob Richards – assistente ingegnere (3, 17, 23)
- Mike Seaberg – assistente ingegnere (3, 17, 23)
- Rachel Blum – assistente ingegnere (3, 17, 23)
- Ben Sedano – assistente ingegnere (5, 7, 19)
- Anthony Vilchis – assistente ingegnere (5, 18)
- Trey Station – assistente ingegnere (5, 18)
- Zach Pereyra – assistente ingegnere (5, 18)
- Jon Sher – assistente ingegnere (5)
- Kaushlesh Purohit – assistente ingegnere (7)
- Noah Hashimoto – assistente ingegnere (7, 13)
- Jonathan Lopez – assistente ingegnere (8, 14)
- Patrick Gardner – assistente ingegnere (14)
- Austin Christy – assistente ingegnere (15)
- Jeremy Dilli – assistente ingegnere (16, 18)
- Shelby Epstine – assistente ingegnere (20)
- Benny Blanco – programmatore (16)
- Blake Slatkin – programmatore (16)
- Omer Fedi – programmatore (16)
- Shellback – programmatore (16)

## Successo commerciale
L'album ha debuttato direttamente al primo posto della Billboard 200 statunitense grazie alle 318 000 unità vendute durante la prima settimana di disponibilità, mentre tutte le venti tracce inedite contenute al suo interno si sono simultaneamente classificate nella Billboard Hot 100. In patria, SOS ha trascorso sette settimane consecutive in testa alla Billboard 200, secondo album di genere R&B a riuscirci dopo Whitney di Whitney Houston nel 1987, ed è stato certificato triplo disco di platino per le tre milioni di unità distribuite nel Paese dalla Recording Industry Association of America.
Nel 2025, grazie alle vendite e gli streaming ottenuti dalla edizione deluxe Lana nella prima settimana di disponibilità, SOS è tornato alla prima posizione della Billboard 200, accumulando 12 settimane non consecutive alla prima posizione della classifica. Ritornando in vetta 22 mesi dopo l'ultima settimana passata alla prima posizione, risalente al 4 marzo 2023, SOS ha stabilito il record per la più lunga distanza tra due settimane al numero uno per uno stesso album nella storia della classifica.

## Classifiche

### Classifiche settimanali
| Classifica (2022-25) | Posizione massima |
| -------------------- | ----------------- |
| Australia            | 1                 |
| Austria              | 13                |
| Belgio (Fiandre)     | 5                 |
| Belgio (Vallonia)    | 32                |
| Canada               | 1                 |
| Croazia              | 33                |
| Danimarca            | 1                 |
| Finlandia            | 10                |
| Francia              | 26                |
| Germania             | 33                |
| Irlanda              | 2                 |
| Islanda              | 3                 |
| Italia               | 34                |
| Lituania             | 3                 |
| Norvegia             | 1                 |
| Nuova Zelanda        | 1                 |
| Paesi Bassi          | 1                 |
| Polonia              | 68                |
| Regno Unito          | 2                 |
| Repubblica Ceca      | 10                |
| Slovacchia           | 7                 |
| Spagna               | 22                |
| Stati Uniti          | 1                 |
| Svezia               | 4                 |
| Svizzera             | 2                 |
| Ungheria             | 27                |

### Classifiche di fine anno
| Classifica (2023) | Posizione |
| ----------------- | --------- |
| Canada            | 3         |
| Islanda           | 13        |
| Norvegia          | 5         |
| Nuova Zelanda     | 1         |
| Paesi Bassi       | 4         |
| Regno Unito       | 8         |
| Spagna            | 89        |
| Stati Uniti       | 3         |
| Svizzera          | 22        |
| Classifica (2024) | Posizione |
| Canada            | 14        |
| Portogallo        | 19        |
| Stati Uniti       | 6         |

### Classifiche di fine secolo
| Classifica (2000-2024) | Posizione |
| ---------------------- | --------- |
| Stati Uniti            | 26        |

## Date di pubblicazione
| Paese | Data            | Formato                      | Etichetta     | Nota    |
| ----- | --------------- | ---------------------------- | ------------- | ------- |
| Mondo | 9 dicembre 2022 | Download digitale, streaming | Top Dawg, RCA | [ 115 ] |
| Mondo | 19 maggio 2023  | CD, LP                       | Top Dawg, RCA | [ 116 ] |